# Chaetopterygopsis sisestii
Chaetopterygopsis sisestii là một loài Trichoptera trong họ Limnephilidae. Chúng phân bố ở miền Cổ bắc.